# 库索尔
库索尔（法語：Cousolre，法語發音：[kusɔ(l)ʁ]）是法国上法蘭西大區北部省的一个市镇，属于埃尔普河畔阿韦讷区。

## 地理
库索尔（50°14'44"N, 4°8'57"E）面积20.98 平方千米，位于法国上法蘭西大區北部省，该省份为法国最北部的省份及最长的省份，西北濒北海，西接加来海峡省，南至埃纳省和索姆省，东与比利时接壤。
与库索尔接壤的市镇（或旧市镇、城区）包括：艾布、贝雷勒、布西尼叙罗克、科勒雷、埃斯特吕德、锡夫里-朗斯、博蒙、埃尔克利讷。
库索尔的时区为UTC+01:00、UTC+02:00（夏令时）。

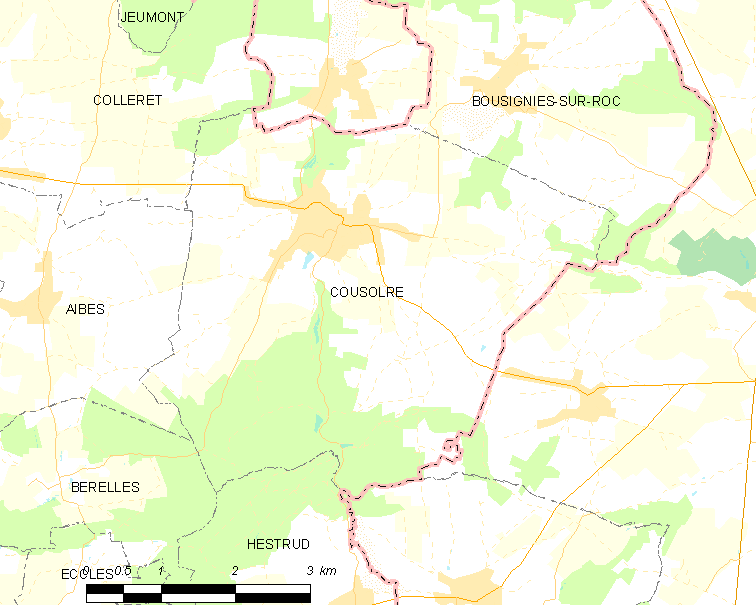
库索尔的OSM定位图

## 行政
库索尔的邮政编码为59149，INSEE市镇编码为59157。

## 政治
库索尔所属的省级选区为富尔米县。

## 人口

1962-2008年间库索尔人口变化图示

库索尔于2022年1月1日时的人口数量为2160人。